# Gnophos valdesignaria
Gnophos valdesignaria là một loài bướm đêm trong họ Geometridae.